# Денман, Томас, 3-й барон Денман
Томас Денман, 3-й барон Денман (англ. Thomas Denman, 3rd Baron Denman; 16 ноября 1874, Лондон, Великобритания — 24 июня 1954, Хов, Суссекс, Великобритания) — британский государственный и политический деятель, пятый генерал-губернатор Австралии с 31 июля 1911 по 18 мая 1914 года.

## Биография

### Молодые годы
Томас Денман родился 16 ноября 1874 года в Лондоне, в семье Ричарда Денмана, судебного работника и Хелен Мэри МакМиккинг. Его прадедом был Томас Денман, 1-й барон Денман, лорд главный судья Англии и Уэльса.
Намереваясь начать военную карьеру, он окончил Королевскую военную академию в Сандхёрсте. В 1894 году он неожиданно унаследовал свой титул от своего двоюродного деда и был в состоянии занять своё место в Палате лордов по достижении 21-летия в следующем году. У него было мало денег до 1903 года, когда он женился на Гертруде Пирсон, дочери богатого промышленника Витмана Пирсона, позже первый виконт Коудрэй. Денман хотел тогда посвятить своё время политике, и служил в либеральной администрации сэра премьер-министра Генри Кэмпбелл-Баннермана и Герберта Асквита в качестве лорда-ин-вайтинг (правительственного кнута в Палате лордов) с 1905 по 1907 год и в качестве капитана Почётного корпуса джентльменов с 1907 по 1911 год. В 1907 году он был принят в Тайный совет, а потом министр колоний предложил Денману пост генерал-губернатора Австралии, чтобы вытащить его из политики.

### Пост генерал-губернатора Австралии

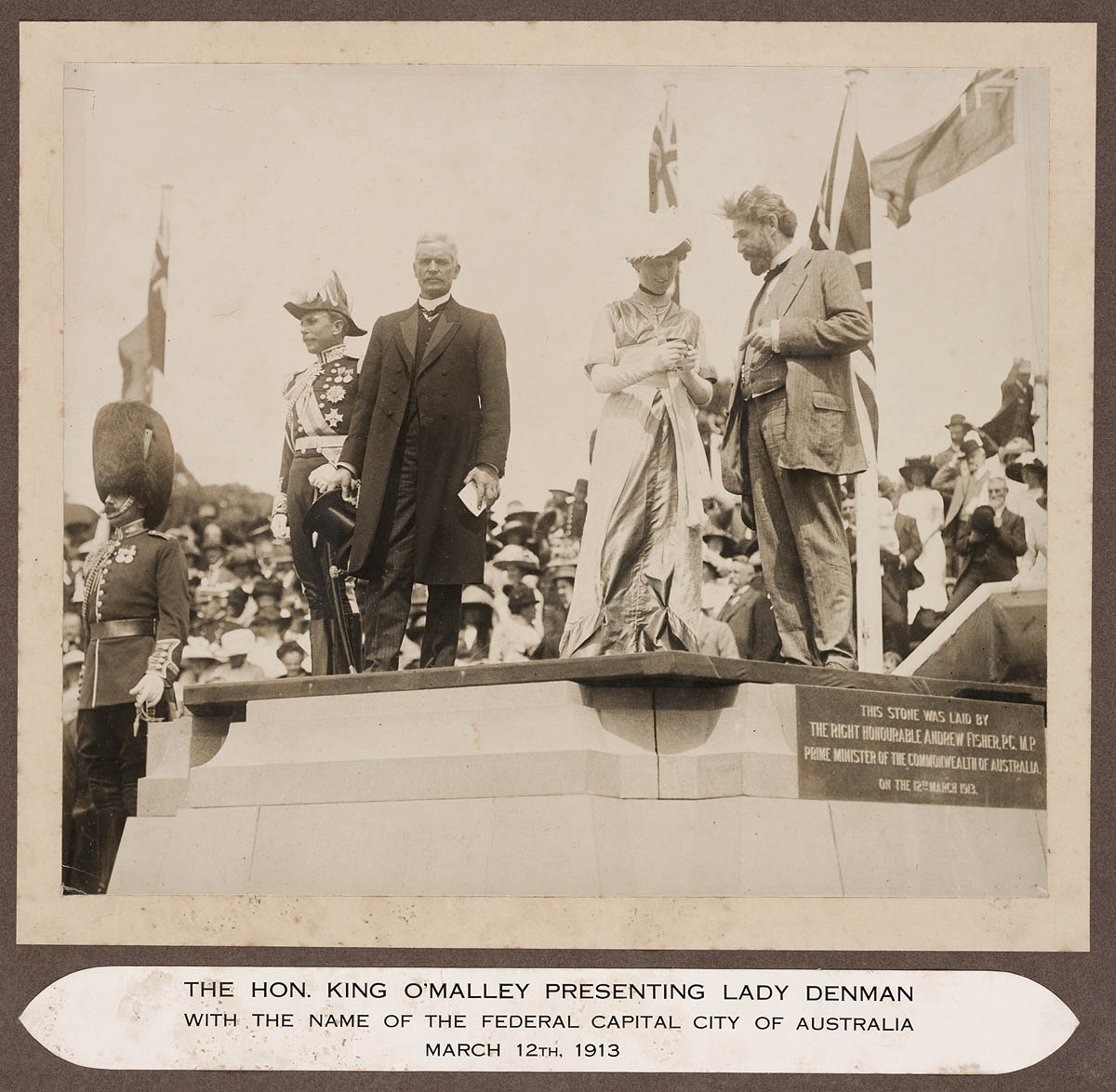
Денман и Эндрю Фишер на открытии Канберры, 1913 год

Денман прибыл в Сидней в июле 1911 года. Он обнаружил, лейбористское правительство премьер-министра Эндрю Фишера твёрдо контролирует обстановку. В качестве наиболее политически либерального ещё назначенного генерал-губернатора, он поладил с лейбористскими министрами, и его скромность и щедрость с деньгами своего тестя сделали его популярным среди общественности. В октябре 1912 года, премьер Нового Южного Уэльса Джеймс МакГовэн «выселил» Денмана из Дома правительства в Сиднее. 12 марта 1913 года Денман торжественно открыл участок будущей национальной столицы и Леди Денман официально объявила её название — Канберра. 12 марта 2013 года, его внучатый племянник, 6-й барон Денман и его жена приняли участие в торжествах в память столетия основания Канберры.
Вскоре Денман обнаружил, что у него было меньше реального политического влияния, чем у всех предыдущих генерал-губернаторов. Австралия, наряду с другими владениями, постепенно достигала политической зрелости, и премьер-министр уже общался непосредственно с его британским коллегой. Назначение австралийского Верховного комиссара в Лондоне е щё более сократило дипломатическую роль генерал-губернатора.
В июне 1913 года лейбористское правительство неожиданно потерпело поражение на всеобщих выборах от либералов Джозефа Кука. Но лейбористы сохранили контроль над сенатом, и были полны решимости подрывать каждый шаг правительства Кука. К началу 1914 года стало ясно, что разгорается конституционный кризис. У Денмана ухудшилось состояние здоровья из-за аллергии на национальный цветок Австралии, да и его брак страдал от такого далёкого отъезда из дома. Он чувствовал, что ему хватает сил для выправления политической ситуации, и в мае 1914 года он подал в отставку.

### Дальнейшая жизнь и смерть
После начала Первой мировой войны, Денман командовал кавалерийским полком с 1914 по 1915 год. Он остался верен Асквиту и либералам, так и не заняв никаких должностей, ведя тихую жизнь до самой своей смерти 24 июня 1954 года в Хоуве, Суссексе, через 22 дня после смерти своей жены. Его вотчиной стал управлять его сын Томас.